# 勒普莱西耶叙圣瑞斯特
勒普莱西耶-叙圣瑞斯特（法語：Le Plessier-sur-Saint-Just，法語發音：[lə plɛsi syʁ sɛ̃ ʒy(st)]）是法国瓦兹省的一个市镇，位于该省北部，属于克莱蒙区。

## 地名
与通常在法语地名中表示“在……河畔”之意的“sur”不同，该地名Le Plessier-sur-Saint-Just中的“sur”意为“在……上方”，表示名为勒普莱西耶（Le Plessier）的该地与圣瑞斯特（Saint-Just）的位置关系，并以“圣瑞斯特上方的勒普莱西耶”之名区分其他的“勒普莱西耶”，且事实上也并无“圣瑞斯特河”存在。

## 地理
勒普莱西耶-叙圣瑞斯特（49°30'40"N, 2°27'14"E）面积7.63 平方千米，位于法国上法蘭西大區瓦兹省，该省份为法国北部内陆省份，北起索姆省，西接厄尔省和滨海塞纳省，南至塞纳-马恩省和瓦兹河谷省，东临埃纳省。
与勒普莱西耶-叙圣瑞斯特接壤的市镇（或旧市镇、城区）包括：昂吉维莱尔、略维莱、普兰瓦勒、拉沃内勒、圣瑞斯特昂绍塞、瓦莱斯库尔。
勒普莱西耶-叙圣瑞斯特的时区为UTC+01:00、UTC+02:00（夏令时）。

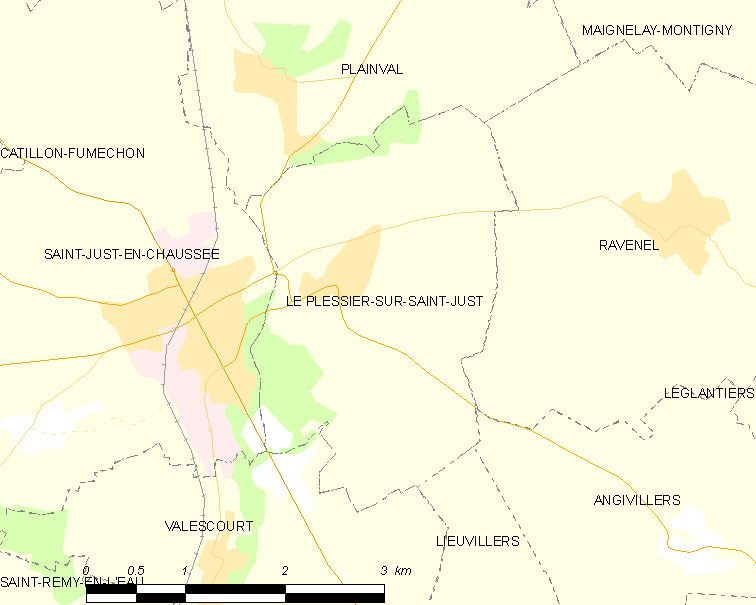
勒普莱西耶-叙圣瑞斯特的OSM定位图

## 行政
勒普莱西耶-叙圣瑞斯特的邮政编码为60130，INSEE市镇编码为60498。

## 政治
勒普莱西耶-叙圣瑞斯特所属的省级选区为圣瑞斯特昂绍塞县。

## 人口
勒普莱西耶-叙圣瑞斯特于2022年1月1日时的人口数量为539人。

1962-2008年间勒普莱西耶-叙圣瑞斯特人口变化图示